# 2012-es mexikói szövetségi választás
A 2012-es mexikói szövetségi választást 2012. július 1.-én tartották meg. Ezen a napon megválasztották Mexikó új elnökét, mivel Felipe Calderón elnök mandátuma lejárt és nem választható újra a hivatalban levő elnök. Emellett a Képviselőház 500 mandátumát és a Szenátus 128 mandátumát választották meg szövetségi szinten. 
Ezen a napi helyhatósági és állami kormányzóválasztásokat is tartottak: megválasztották Mexikóváros új kormányát és törvényhozását valamint 6 államban: Chiapas, Guanajuato, Jalisco, Morelos, Tabasco és Yucatán államokban tartottak kormányzó és állami törvényhozási választásokat.

## Elnök-jelöltek

### Nemzeti Akció Párt
2011. szeptember 4-én Josefina Vázquez Mota kongresszusi képviselő bejelentette, hogy indulni szeretne elnök-jelöltként a következő évi választáson, kérelmét szeptember 6-án elfogadta a Képviselőház. Szeptember 8-án Santiago Creel a párt szenátora is jelentkezett a jelöltségre, majd szeptember 9--én Ernesto Cordero Arroyo lemondott pénzügyminiszteri tisztségéről és ő is indulni kívánt a jelöltségért. Szeptember 22-én Jalisco PAN-párti kormányzója Emilio González Márquez bejelentette, hogy a Guadalajarában megtartott Pánamerikai játékok miatt nem indul a jelöltségért. 
Október 13-án Ernesto Cordero kérte a párt országos elnökségét, hogy nyílt vitát rendezzenek az elnök-jelölt aspiránsok között.
December 11-én történt meg az első hivatalos regisztráció az elnök-jelölt aspiránsok közül: Josefina Vázquez Mota személyében. 
December 17-én a mexikói Nemzeti Választási Bizottság Vázquez Mota mellett elfogadta Santiago Creel és Ernesto Cordero indulását is aspiránsként. Ezt követően december 18-ától hivatalosan elkezdhették a kampány időszakot. A bizottság 2 másik jelölt indulását pedig elutasította. 
2012. február 5-én lebonyolította a párt a saját belső elnök-jelölt választási folyamatát, aminek eredményeképp a szavazatok 54%-ával Josefina Vázquez Mota győzött és ő lett hivatalosan is a párt elnök-jelöltje. 

### Demokratikus Forradalom Pártja
A pártban Marcelo Ebrard jelentett be 2011. szeptember 21-én, hogy keresik a megfelelő elnök-jelöltet. Október 2-án Andrés Manuel López Obrador bejelentette, hogy elindulna a jelöltségért, de ha a felmérésen nem őt választják, akkor kiszáll a jelöltségből. Október 19-én Cuauhtémoc Cárdenas Solórzano, bejelentette, hogy nem indul elnök-jelölt aspiránsként, mert úgy vélte nincs értelme indulnia, ha már Ebrard és Lopez Obrador jelezte indulási szándékát. 
Október 27-én Ebrard nyilatkozott, hogy Lopez Obradorral megállapodott a belső felmérés folyamatáról, amivel a baloldali jelöltről fognak dönteni. Loper Obrador kijelentette, hogy akkor is el fogja fogadni a belső felmérés eredményét, ha számára nem kedvező eredmény születik. 
November 1-én kiderült, hogy a felmérést a Nodos Investigación + Estrategia y Covarrubias y Asociados vállalat fogja végezni. November 15-ére meg lettek az eredmények. Andrés Manuel Lopez Obrador nyert a felmérésen és kérte Ebrardot hogy támogassa a kampányát.

### Intézményes Forradalmi Párt
2011. szeptember 19-én a párt úgy nyilatkozott, hogy hamarosan ismerteti az elnök-jelölt választás módszerét valamint ha nyílt választás lesz, arra 2012. február 5-én kerül sor. Ugyanezen a napon Enrique Peña Nieto bejelentette szándékát, hogy indulna az elnök-jelöltségért, három nappal ezt megelőzően pedig lemondott México állam kormányzói tisztségéről. 
Erre reagálva Manlio Fabio Beltrones a párt szenátora felszólította a párt vezetést hogy ragaszkodjanak az elnök-jelölt választási megállapodáshoz és tartsák be annak szabályát. Valamint nem érezte magát Peña Nietóval szemben hátrányban, amiért nem jelentette be indulását, mert a hivatalos jelölt választás kihirdetésére be fogja jelenteni indulását.
Október 8-án a párt vezetése bejelentette, hogy a jelölt választás nyílt lesz a választók körében, amit az adott tagállami PRI-politikus körében kellene ratifikálni. A hírre válaszul Beltrones kiemelte, hogy előbb a PRI határozza meg a kormányprogramot és utána válasszon jelöltet, hogy ezzel a párt belső egysége biztosított legyen. 
November 17.-én a PRI, a Mexikói Zöldek és az Új Szövetség Párt bejelentette hogy Elköteleződés Mexikóért néven közös választási koalícióban indulnak az elnök és a kongresszusi választáson. November 21-én Beltrones visszalépett a jelöltségtől, így Peña Nietón kívül nem volt másik jelölt, december 17-én hivatalosan is a párt elnök-jelöltje lett. 

### Mexikói Zöldek
2011. szeptember 24-én Jorge Emilio González Martínez, a párt egykori elnöke bejelentette, hogy a párt Enrique Peña Nieto jelöltségét támogatja. 

### Új Szövetség Pártja
Humberto Moreira a PRI elnöke bejelentette, hogy számít az Új Szövetség Párt támogatására. 2011. november 16-án a párt úgy döntött, hogy koalícióra lép a PRI-vel és a Zöldekkel. Azonban 2012. január 20-án Luis Castro Obregón pártelnök kilépett a koalícióból, mert nem tudtak megállapodni a pártnak járó kvótákról a PRI és a Zöldek között. Ennek következtében a párt saját jelöltet állított Gabriel Quadri de la Torre személyében, akit márciusban regisztráltak hivatalosan.

## Választási kampány

### Szlogenek
| Elnök-jelölt neve | Elnök-jelölt neve           | Eredeti szlogen                           | Magyar fordítás                     | Ref.  |
| ----------------- | --------------------------- | ----------------------------------------- | ----------------------------------- | ----- |
|                   | Josefina Vázquez Mota       | « Diferente / La Mujer tiene palabra" »   | " Különb / A Nőnek van szava!"      | [ 6 ] |
|                   | Enrique Peña Nieto          | « Mi compromiso es contigo y con México » | "Elkötelőzödöm érted és Mexikóért!" | [ 7 ] |
|                   | Andrés Manuel López Obrador | « El cambio verdadero está en tus manos»  | "Az igazi változás a kezedben van!" | [ 8 ] |

## Eredmények

### Elnökválasztás
| Jelölt      | Jelölt                      | Párt                               | Szavazatok száma | Szavazatok % |
| ----------- | --------------------------- | ---------------------------------- | ---------------- | ------------ |
|             | Enrique Peña Nieto          | Elköteleződés Mexikóért (PRI-PVEM) | 19,158,592       | 39.17%       |
|             | Andrés Manuel López Obrador | Progresszív Mozgalom (PRD–PT–MC)   | 15,848,827       | 32.41%       |
|             | Josefina Vázquez Mota       | Nemzeti Akció Párt                 | 12,732,630       | 26.03%       |
|             | Gabriel Quadri de la Torre  | Új Szövetség Párt                  | 1,146,085        | 2.34%        |
|             | Egyéb jelölt                | Egyéb jelölt                       | 20,625           | 0.04%        |
| Total       | Total                       | Total                              | 48,906,759       | 100.00%      |
| Forrás: IFE |                             |                                    |                  |              |

## Vitatott dolgok

### Médiumok elfogultsága és a YoSoy132 diáktüntetések
A Yo soy 132 (Egy vagyok a 132. diák) diákmozgalom szervezett tüntetéseket, aminek keretében Peña Nieto a "korrupció, zsarnokság és autoriter állam zászlóshajójának" nevezték. Utóbbinak háttere, hogy 2012. május 11-én Peña Nieto meglátogatta az Iberoamerikai Egyetemet, ahol a diákok megvetéssel és kifütyüléssel fogadták. Később egyes újságok és televíziótársaságok úgy adtak tudósítást az eseményről, hogy csak kisebb rendbontás volt és a diákok baloldali mozgalmak fizetett provokátorai voltak. Erre válaszul 131 diák azonosította magát a Youtubeon és elmondták, hogy megmozdulásuk független volt és nem fizette őket senki. Ez az eset a Twitteren elindított egy hullámot és szolidaritásul "Én vagyok a 132." kifejezést twitteltek.
Ezt követően tömegtüntetések voltak Mexikóvárosban, mert felmerült a Televisa társaság elfogultsága az Intézményes Forradalmi Párt és jelöltje Enrique Peña Nieto irányába.